# 新開大神宮
新開大神宮（しんかいだいじんぐう）は、熊本県熊本市南区内田町にある神社である。旧社格は郷社。

## 由緒
文安元年（1444年）、伊勢神宮を熱心に信仰していた太田黒孫七郎が、天照大神の託宣を受け、文安2年（1445年）に伊勢神宮を当地に勧請し創建したと伝わる。
天正年間（1573年 - 1592年）、佐々成政により社殿が焼かれた。後、加藤清正により再興され崇拝を受け、細川家の代になり、手厚い保護を受けた。
幕末の思想家林桜園はこの宮を深く崇敬し、宮部鼎蔵をはじめ桜園の門下生も同様に信仰を注いだ。敬神党の首領である太田黒伴雄が、祠官太田黒伊勢守に入婿し神主として奉職した。神風連の変の挙兵の宇気比が行われた社でもある。

## 祭神
- 天照大神
- 豊受大神

## 主な例祭日
- 御大祭 - 10月16日
- 春季祭 - 3月26日
- 夏越祭及び大祓え神事（通称：人形さんご祈祷） - 7月20日

## 境内
- みそぎの井戸 - 太田黒伴雄が宇気比の際、身を清めた井戸